# Matthias Simmen
Matthias Simmen (ur. 3 lutego 1972 w Altdorfie) – szwajcarski biathlonista i biegacz narciarski, olimpijczyk.
Jest z zawodu celnikiem. W biegach narciarskich nie osiągnął większych sukcesów (kilkakrotnie miejsce w drugiej dziesiątce zawodów Pucharu Kontynentalnego), z większymi sukcesami startuje jako biathlonista (od 2001). W sezonie 2004/2005 po raz pierwszy zmieścił się w dziesiątce zawodów biatlonowego Pucharu Świata (9. miejsce w biegu pościgowym w Oberhofie), a w klasyfikacji generalnej zajął 32. miejsce. W grudniu 2006 zajął 3. miejsce w sprincie w Hochfilzen, co było pierwszym miejscem dla reprezentanta Szwajcarii na podium zawodów biatlonowego Pucharu Świata.
Simmen trzykrotnie uczestniczył w igrzyskach olimpijskich, zajmując odległe miejsca – w Salt Lake City (2002) 78. w biegu długim i 67. w biegu sprinterskim, w Turynie (2006) 52. w biegu długim, 45. w biegu sprinterskim, 24. w biegu pościgowym. Startował także w mistrzostwach świata w 2001, 2003, 2004 i 2005, najwyższe miejsce zajmując w Hochfilzen w 2005 (16. w biegu długim).
Po sezonie 2010/2011 ogłosił zakończenie kariery.

## Osiągnięcia

### Zimowe Igrzyska Olimpijskie
| 2002 Salt Lake City/Park City (USA)    | 78. miejsce (IN), 67. miejsce (SP), 18. miejsce (RL)                  |
| 2006 Turyn/Cesana San Sicario (Włochy) | 52. miejsce (IN), 43. miejsce (SP), 23. miejsce (PU),                 |
| 2010 Vancouver/Whistler (Kanada)       | 39. miejsce (IN), 26. miejsce (SP), 28. miejsce (PU), 9. miejsce (RL) |

### Mistrzostwa Świata
| 2001 Pokljuka (Słowenia)             | DNF (IN), 82. miejsce (SP0, 17. miejsce (RL)                                             |
| 2003 Chanty-Mansijsk (Rosja)         | 72. miejsce (IN), 61. miejsce (SP), 15. miejsce (RL)                                     |
| 2004 Oberhof (Niemcy)                | 34. miejsce (IN), 65. miejsce (SP), 19. miejsce (RL)                                     |
| 2005 Hochfilzen (Austria)            | 16. miejsce (IN), 23. miejsce (SP), 27. miejsce (PU), 30. miejsce (MS), 18. miejsce (RL) |
| 2007 Anterselva (Włochy)             | 30. miejsce (IN), 10. miejsce (SP), 24. miejsce (PU), 27. miejsce (MS), 16. miejsce (RL) |
| 2008 Östersund (Szwecja)             | 26. miejsce (IN), 35. miejsce (SP), 48. miejsce (PU), 18. miejsce (RL)                   |
| 2009 P'yŏngch'ang (Korea Południowa) | 69. miejsce (IN), 71. miejsce (SP), 8. miejsce (RL)                                      |

### Puchar Świata

#### Miejsca w klasyfikacji generalnej
| Sezon     | Miejsce |
| --------- | ------- |
| 2001/2002 | 86.     |
| 2004/2005 | 32.     |
| 2005/2006 | 70.     |
| 2006/2007 | 29.     |
| 2007/2008 | 40.     |
| 2008/2009 | 68.     |
| 2009/2010 | 54.     |